# Касима Антлерс
«Касима Антлерс» (яп. 鹿島アントラーズ Касима Антора:дзу, англ. Kashima Antlers) — японский футбольный клуб из города Касима, Ибараки. Самая титулованная команда Японии. Первая команда в Азии — финалист Клубного чемпионата мира.

## История
Клуб был основан в 1947 году под названием Сумитомо Киндзоку (Sumitomo Metal Industries).
Бразилец Зико, будучи тренером клуба, сделал его одним из ведущих в Японии. Перед входом на стадион теперь стоит его бронзовая скульптура. В 2016 году клуб стал чемпионом Японии и принял участие в Клубном чемпионате мира где впервые в своей истории дошёл до финала, проиграв в решающем матче мадридскому «Реалу» со счётом 2:4.

## Достижения
- Победитель Лиги чемпионов АФК: 2018
- Чемпион Японии (8): 1996, 1998, 2000, 2001, 2007, 2008, 2009, 2016
- Обладатель Кубка Императора (5): 1997, 2000, 2007, 2010, 2016
- Финалист кубка Императора (3): 1993, 2002, 2019
- Обладатель Кубка Джей-лиги (6): 1997, 2000, 2002, 2011, 2012, 2015 (рекорд турнира)
- Финалист Кубка Джей-лиги (3): 1999, 2003, 2006
- Обладатель Суперкубка Японии (5): 1997, 1998, 1999, 2009, 2010 (рекорд турнира)
- Обладатель Кубка банка Суруга (1): 2012, 2013 (рекорд турнира)
- Финалист Клубного чемпионата мира: 2016